# Jacopo Avanzi
Jacopo Avanzi (Bologna, dopo il 1350 – 21 gennaio 1416) è stato un pittore italiano.

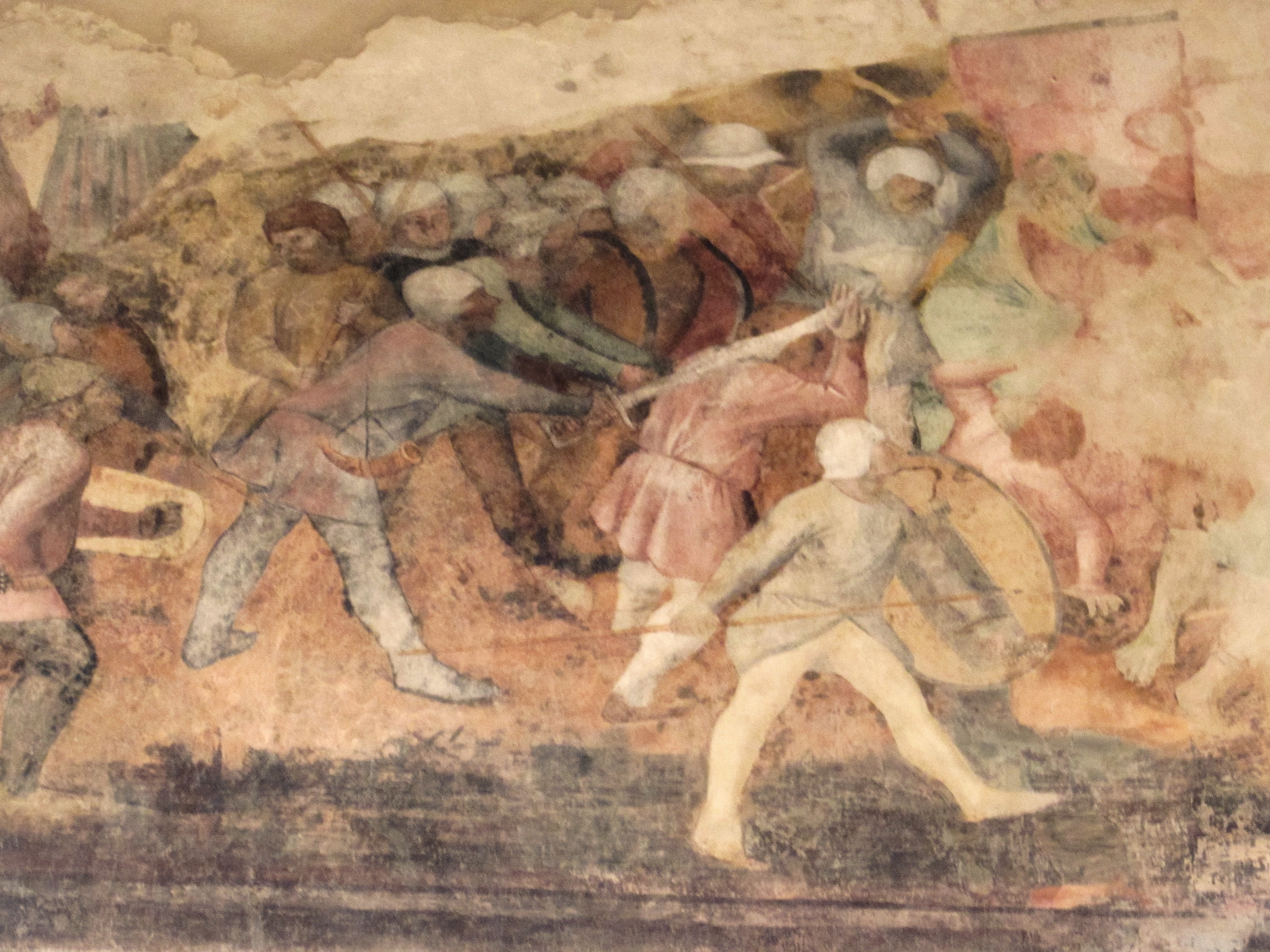
Montefiore Conca, rocca malatestiana: Battaglia di fanti, affresco di Jacopo Avanzi (c. 1365) nella sala dell'Imperatore.

La storiografia di questo artista è complessa a causa delle documentazioni scoperte nel tempo. La sua figura è stata spesso confusa con diversi artisti, come Jacopo de' Bavosi e soprattutto con il vicentino Jacopo Avanzo, attivo a Vicenza, Verona e Padova.
Proprio a Padova affrescò, secondo recenti studi, tra il 1376 e il 1377, Le storie di San Giacomo nelle lunette della cappella di San Giacomo nella Basilica di Sant'Antonio di Padova, completate poi da Altichiero.
Allo stesso artista sono attribuiti anche gli affreschi nella Chiesa di Sant'Apollonia di Mezzaratta raffiguranti le Storie di Mosè: ora distaccati dal sito originario, si trovano presso la Pinacoteca Nazionale di Bologna.
L'unica opera firmata dal pittore è la Crocifissione della Galleria Colonna a Roma, anche se una cospicua aggiunta al catalogo di Jacopo Avanzi è stata proposta dal critico Benati nel 1985  con l'attribuzione del ciclo con Scene di battaglia e Personaggi dell'antichità nel castello malatestiano di Montefiore Conca in provincia di Rimini.